# Challenger de Lyon 2022
El torneo Open Sopra Steria de Lyon 2022 fue un torneo de tenis perteneció al ATP Challenger Tour 2022 en la categoría Challenger 100. Se trató de la 6.ª edición, el torneo tuvo lugar en la ciudad de Lyon (Francia), desde el 6 de junio hasta el 12 de junio de 2022 sobre pista de tierra batida al aire libre.

## Jugadores participantes del cuadro de individuales
| Favorito | País                 | Jugador         | Rank1 | Posición en el torneo |
| -------- | -------------------- | --------------- | ----- | --------------------- |
| 1        | Bandera de Argentina | Federico Coria  | 54    | Cuartos de final      |
| 2        | Bandera de Francia   | Richard Gasquet | 70    | Semifinales           |
| 3        | Bandera de Bolivia   | Hugo Dellien    | 90    | Primera ronda         |
| 4        | Bandera de España    | Pablo Andújar   | 98    | Primera ronda         |
| 5        | Bandera de Portugal  | Nuno Borges     | 134   | Segunda ronda         |
| 6        | Bandera de Chile     | Tomás Barrios   | 137   | Baja                  |
| 7        | Bandera de Francia   | Corentin Moutet | 138   | CAMPEÓN               |
| 8        | Bandera de Francia   | Manuel Guinard  | 145   | Semifinales           |

- 1 Se ha tomado en cuenta el ranking del 23 de mayo de 2022.

### Otros participantes
Los siguientes jugadores recibieron una invitación (wild card), por lo tanto ingresan directamente al cuadro principal (WC):
- Ugo Blanchet
- Kyrian Jacquet
- Luca Van Assche

Los siguientes jugadores ingresan al cuadro principal tras disputar el cuadro clasificatorio (Q):
- Kimmer Coppejans
- Gabriel Décamps
- Arthur Fils
- Iván Gájov
- Shang Juncheng
- Alekséi Vatutin

## Campeones

### Individual Masculino
- Corentin Moutet derrotó en la final a  Pedro Cachín, 6–4, 6–4

### Dobles Masculino
- Romain Arneodo /  Jonathan Eysseric derrotaron en la final a  Sander Arends /   David Pel, 7–5, 4–6, [10–4]